# Lawrence Coughlin

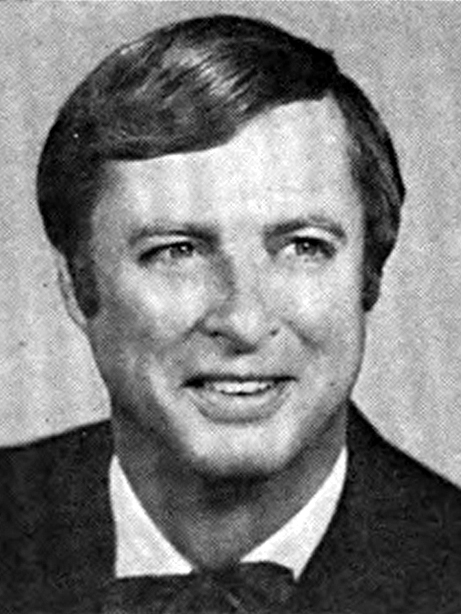
Lawrence Coughlin

Robert Lawrence Coughlin (* 11. April 1929 in Wilkes-Barre, Pennsylvania; † 30. November 2001 in Mathews, Virginia) war ein US-amerikanischer Politiker. Zwischen 1969 und 1993 vertrat er den Bundesstaat Pennsylvania im US-Repräsentantenhaus.

## Leben
Lawrence Coughlin war der Neffe des Kongressabgeordneten Clarence Dennis Coughlin (1883–1946). Er wuchs auf der Farm seines Vaters nahe Scranton auf. Danach besuchte er bis 1946 die Hotchkiss School in Lakeville (Connecticut). Anschließend studierte er bis 1950 an der Yale University Wirtschaftslehre. Zwischen 1950 und 1952 diente er während des Koreakrieges als Hauptmann im United States Marine Corps. Danach studierte er bis 1954 an der Harvard University. Nach einem anschließenden Jurastudium an der Temple University in Philadelphia und seiner 1959 erfolgten Zulassung als Rechtsanwalt begann er in diesem Beruf zu arbeiten. Gleichzeitig schlug er als Mitglied der Republikanischen Partei eine politische Laufbahn ein. Zwischen 1965 und 1967 saß er als Abgeordneter im Repräsentantenhaus von Pennsylvania; von 1967 bis 1969 gehörte er dem Staatssenat an.
Bei den Kongresswahlen des Jahres 1968 wurde Coughlin im 13. Wahlbezirk von Pennsylvania in das US-Repräsentantenhaus in Washington, D.C. gewählt, wo er am 3. Januar 1969 die Nachfolge von Richard Schweiker antrat. Nach elf Wiederwahlen konnte er bis zum 3. Januar 1993 zwölf Legislaturperioden im Kongress absolvieren. In diese Zeit fielen das Ende des Vietnamkriegs, die Watergate-Affäre und das Ende der Bürgerrechtsbewegung. Er galt als moderater bis liberaler Republikaner. Im Jahr 1992 verzichtete er auf eine weitere Kandidatur.
Nach dem Ende seiner Zeit im US-Repräsentantenhaus arbeitete Lawrence Coughlin in einer Anwaltskanzlei in der Bundeshauptstadt Washington. Er starb am 30. November 2001 in Mathews und wurde auf dem Nationalfriedhof Arlington beigesetzt.